# Умершие в декабре 2009 года
Это список известных людей, соответствующих установленным критериям значимости (см. Википедия:Критерии значимости персоналий), умерших в декабре 2009 года.
Причина смерти указывается лишь в исключительных случаях (убийство, самоубийство, гибель в результате военных действий, смертная казнь, ДТП или несчастные случаи). В остальных случаях — не указывается.

## Список
- 1 декабря — Брудно, Александр Львович (91) — советский математик, также известный работами в области искусственного интеллекта и программирования.
- Асадуллин, Мухамет Зуфарович (54) — российский инженер и топ-менеджер. Лауреат премии Правительства Российской Федерации в области науки и техники.
- 2 декабря — Бездольный, Александр Васильевич (74) — депутат Государственной Думы РФ (1999—2007)[1]
- 2 декабря — Варин, Александр Александрович (44) — президент "Вещательной корпорации «Проф-Медиа»; инфаркт[2]
- 2 декабря — Йозо Крижанович (65) — председатель Президиума Боснии и Герцеговины (2001—2002)[3]
- 2 декабря — Вульфсон, Эрик (64) — шотландский музыкант, автор песен и певец, сооснователь группы «The Alan Parsons Project» (1975—1987); рак[4]
- 3 декабря — Крастин, Максим Эдуардович (81) — директор Академического театра оперы и балета им. С. М. Кирова (Мариинского театра) (1973—1989)[5]
- 3 декабря — Тодд, Ричард (90) — британский актёр[6]
- 3 декабря — Щедрухин, Владимир Павлович (59) — тренер по дзюдо, заслуженный тренер России (1986)[7]
- 4 декабря — Тихонов, Вячеслав Васильевич (81) — киноактёр, народный артист СССР, Герой Социалистического Труда; осложнения операции[8]
- 4 декабря — Спиридон (Трантеллис) (83) — митрополит Ланкадасский, Элладская православная церковь[9]
- 4 декабря — Тулмин, Стивен Эделстон (87) — британский философ, автор научных трудов и профессор.
- 5 декабря — Хрдличка, Альфред (81) — австрийский скульптор и график[10]
- 5 декабря — Маркович, Кальман (78) — венгерский ватерполист, двукратный Олимпийский чемпион (1952, 1956), бронзовый призёр (1960)[11]
- 5 декабря — граф Ламбсдорф, Отто (82) — немецкий политик, председатель Свободной демократической партии Германии (1988—1993), министр экономики Германии (1977—1982), (1982—1984)[12]
- 5 декабря — Пермяков, Игорь Михайлович (44) — полковник милиции, заместитель начальника штаба ГУВД Волгоградской области[13]
- 6 декабря — Васнецов, Андрей Владимирович (85) — художник, продолжатель династии Васнецовых, председатель Союза художников СССР (1988—1992), действительный член Российской Академии художеств[14]
- 6 декабря — Спехов, Владимир Игоревич (45) — спортсмен, победитель многих российских соревнований по легкой атлетике; рак желудка.
- 7 декабря — Вайль, Пётр Львович (60) — российский и американский журналист, писатель, радиоведущий, руководитель русской службы радио «Свобода»; умер после многомесячной комы[15]
- 7 декабря — Нестеров, Аркадий Павлович (86) — советский учёный, офтальмолог.
- 7 декабря — Платтнер, Джан-Рето (69) — председатель Совета кантонов Федерального Собрания (парламента) Швейцарии (2002—2003)[16]
- 8 декабря — Панков, Сергей Леонидович (69) — народный артист России, артист Государственного русского драматического театра имени Н. А. Бестужева[17]
- 9 декабря — Бланшар, Франсис (93) — генеральный секретарь Международной организации труда (1974—1989)[18]
- 9 декабря — Карасо Одио, Родриго (82) — президент Коста-Рики (1978—1982); осложнение после операции на сердце[19]  (недоступная ссылка)</ref>
- 9 декабря — Лаугеруд Гарсиа, Кьель (79) — президент Гватемалы (1974—1978); рак[20]
- 9 декабря — Лопухова, Ольга Борисовна (51) — куратор проектов современного искусства, арт-директор «Арт-Стрелки»[21]
- 9 декабря — Барри, Джин (90) — американский певец и актёр[22]
- 10 декабря — Витаутас Клова (83) — советский и литовский композитор.
- 11 декабря — Гонджеян, Григор Карписович (50) — депутат парламента Армении.
- 11 декабря — Дане, Мишель (68) — генеральный секретарь Всемирной таможенной организации (1999—2008)[23]
- 12 декабря — Хефт, Роберт (68) — автор последнего флага США; сердечная недостаточность[24]
- 12 декабря — Боярских, Клавдия Сергеевна (70) — советская лыжница, трёхкратная Олимпийская чемпионка (1964, Инсбрук); рак[25]
- 13 декабря — Самуэльсон, Пол Энтони (94) — американский экономист, лауреат Нобелевской премии по экономике (1970)[26]
- 13 декабря — Магитон, Исаак Семёнович (86) — российский кинорежиссёр[27]
- 14 декабря — Зарди, Доминик (79) — французский актёр[28]
- 15 декабря — А’Курт, Алан (75) — английский футболист, игрок «Ливерпуля» и сборной Англии[29]
- 15 декабря — Плендерлейт, Билл (80) — кенийский хоккеист (хоккей на траве), нападающий.
- 15 декабря — Шмелёв, Андрей Константинович (52) — член Совета Федерации (2001—2007), советник Председателя Совета Федерации с 2007 г[30]
- 16 декабря — Гайдар, Егор Тимурович (53) — заместитель, первый заместитель, и. о. председателя Правительства РСФСР и РФ (1991—1992); отёк лёгких в результате сердечного приступа[31]
- 16 декабря — Турчинский, Владимир Евгеньевич (46) — российский теле- и радиоведущий, шоумен, актёр, певец, писатель, предприниматель, рекордсмен в силовых видах спорта, президент Всероссийской федерации силового экстрима; сердечный приступ[32]
- 16 декабря — Шолин, Игорь Николаевич (24) — украинский футболист, полузащитник; остановка сердца[33]
- 16 декабря — Дисней, Рой Эдвард (79) — племянник Уолта Диснея, вице-председатель совета директоров и председатель департамента анимации The Walt Disney Company; рак желудка[34]
- 17 декабря — аль-Хафез, Амин (88) — председатель Национального Совета Революционного Командования, председатель Президентского Совета Сирии (1963—1966)[35]
- 17 декабря — Дженнифер Джонс (90) — американская актриса, лауреат премии «Оскар», а также первая актриса, награждённая премией «Золотой глобус»[36]
- 17 декабря — О`Бэннон, Дэн (63) — американский режиссёр и сценарист[37]
- 17 декабря — Юрий Овсянников (72) — Приднестровский государственный деятель, министр внутренних дел ПМР, министр юстиции ПМР.
- 17 декабря — Сподаренко, Иван Васильевич (78) — народный депутат Украины, Герой Украины (2006)[38]
- 18 декабря — Фалунин, Валерий Васильевич (62) — начальник УФСБ России по Московскому военному округу (1997—2003), генерал-лейтенант в отставке[39]
- 18 декабря — Надь, Ласло (скаут) (88) — генеральный секретарь Всемирной организации скаутского движения (1968—1988)[40]
- 18 декабря — Иов (63) — архиепископ Чикагский и Среднего Запада[41]
- 19 декабря — Монтазери, Хосейн-Али (87) — религиозный деятель Ирана, Великий аятолла[42]
- 19 декабря — Пик, Ким (58) — человек, ставший прототипом героя Дастина Хоффмана в фильме «Человек дождя»; сердечный приступ[43]
- 19 декабря — Ахмет Хашегульгов (53) — генерал-майор Российской армии.
- 20 декабря — Мёрфи, Бриттани (32) — американская актриса; остановка сердца[44]
- 20 декабря — Ниценко, Леонид Александрович (65) — актёр Санкт-Петербургского драматического театра им. В. Комиссаржевской, заслуженный артист России[45]
- 21 декабря — Ширинская-Манштейн, Анастасия Александровна (97) — старейшина русской общины в Тунисе[46]
- 21 декабря — Пеньков, Николай Васильевич (73) — народный артист РСФСР, актёр МХАТа имени Горького[47]
- 21 декабря — Якубов, Адыл (82) — народный писатель Узбекистана[48]
- 21 декабря — Кребс, Эдвин (91) — американский биохимик, лауреат Нобелевской премии (1992)[49]
- 22 декабря — Скэнлон, Альберт (74) — английский футболист; тяжёлая пневмония с осложнением[50]
- 23 декабря — Бакланов, Григорий Яковлевич (86) — советский писатель-фронтовик[51]
- 23 декабря — Кессиди, Феохарий Харлампиевич (89) — специалист по античной философии.
- 23 декабря — Валерий Мороз (68) — белорусский актёр, режиссёр, педагог.
- 23 декабря — Вилен Сафарян (72) — учёный.
- 24 декабря — Рафаэль Антонио Кальдера (93) — президент Венесуэлы (1969—1974, 1994—1999)[52]
- 24 декабря — Абдуллаев, Муслим Кайсарович (27) — чемпион мира по тайскому боксу; убийство[53]
- 24 декабря — Хаин, Виктор Ефимович (95) — геолог, академик АН СССР, РАН[54]
- 24 декабря — Цитрон, Владимир Самуилович (96) — советский оператор документального кино.
- 25 декабря — Мурзин, Дмитрий Александрович (57) — советский и российский журналист, главный редактор газеты «Время MN», генеральный директор издательского дома «Хроникёр», один из создателей «Финансовых известий»[55]
- 25 декабря — Хёугланн, Кнут (92) — норвежский путешественник, член экспедиции Кон-Тики[56]
- 25 декабря — Самойлов, Николай Никифорович (81) — академик Российской Академии естественных наук, «Человек 2000 года»[57]
- 26 декабря — Персин, Дмитрий Евгеньевич (46) — российский актёр, певец, композитор, голос радио «Шансон» с 2004 года; опухоль головного мозга[58]
- 26 декабря — Моучка, Ярослав (86) — известный чехословацкий актёр[59]
- 26 декабря — Роше, Ив (79) — основатель косметической компании «Ив Роше»[60]
- 26 декабря — Силла, Жак Юг (63) — премьер-министр Мадагаскара (2002—2007)[61]
- Сургай, Николай Сафонович (76) — директор Государственного научно-исследовательского, проектно-конструкторского и проектного института угольной промышленности «УкрНИИпроект», г. Киев, Герой Украины (2003)[62].
- 27 декабря — Сукоян, Николай Петрович (94) — советский архитектор, заслуженный архитектор России[63]
- 27 декабря — Шварц, Исаак Иосифович (86) — композитор, народный артист России[64]
- 28 декабря — Бургиба, Хабиб (82) — министр иностранных дел Туниса (1964—1970), сын первого президента Туниса Хабиба Бургибы[65]
- 28 декабря ? — Горелов, Сергей Дмитриевич (89) — заслуженный военный лётчик СССР, Герой Советского Союза (1944), генерал-полковник авиации в отставке[66]
- 28 декабря — Стариков, Александр Александрович (57) — заслуженный артист России[67]
- 28 декабря — Джимми «The Rev» Салливан (28) — барабанщик американской группы Avenged Sevenfold[68]
- 29 декабря — Журов, Юрий Васильевич (75) — Заслуженный деятель науки РФ, член-корреспондент РАО[69]
- 30 декабря — Шандыбин, Василий Иванович (68) — депутат Государственной Думы РФ второго и третьего созывов (1995—2003)[70]
- 30 декабря — Вахид, Абдуррахман (69) — президент Индонезии (1999—2001)[71]
- 30 декабря — Рафальский, Владимир Игорьевич (51) — красноярский музыкант и преподаватель.
- 30 декабря — Роланд С. Говард (50) — австралийский рок-музыкант.
- 30 декабря — Сираянаги, Пётр Сэити (81) — японский кардинал, архиепископ Токио (1970—2000)[72]
- 31 декабря — Дэйли, Кэйл Брендан (92) — ирландский кардинал[73]
- 31 декабря — Зотов, Николай Александрович (86) — советский военачальник, генерал-полковник.
- 31 декабря — Кавава, Рашиди Мфауме (83) — премьер-министр Танзании (1972—1977), премьер-министр Танганьики (1962)[74]
- 31 декабря — Леончев, Владимир Александрович (63) — депутат Государственной Думы РФ первого и второго созывов (1993—1999)[75]
- 31 декабря — Орсик, Леонид Станиславович (48) — генеральный директор ОАО «Росагролизинг»[76]